# Fracastorius (cráter)

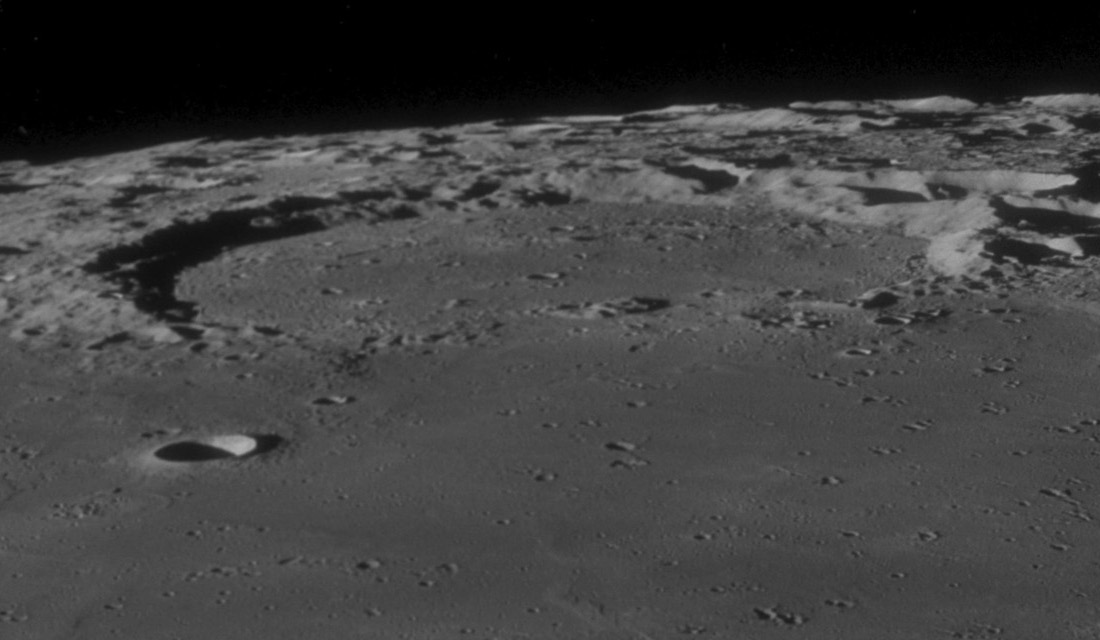
Vista oblicua desde el sur del Apolo 11. El cráter pequeño al fondo a la izquierda es Rosse.

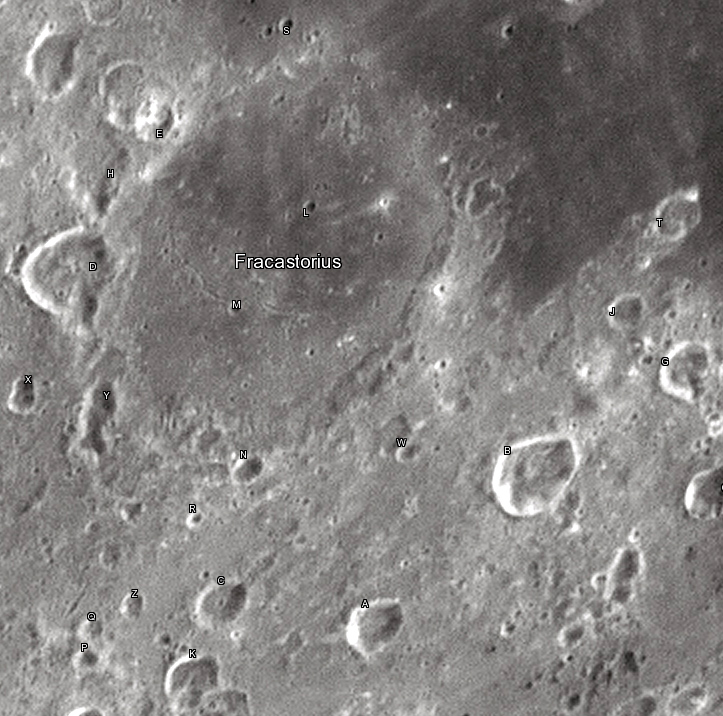
Vista oblicua de Fracastorius

Fracastorius es el remanente inundado de lava de un antiguo cráter de impacto lunar situado en el extremo sur del Mare Nectaris. Al noroeste de esta formación se encuentra el cráter Beaumont, mientras que hacia el noreste aparece Rosse.
|  |

La pared norte del cráter ha desaparecido, con solo algunos montículos que sobresalen del mar lunar para marcar el contorno. La lava que formó el Mare Nectaris también invadió este cráter, por lo que la estructura forma ahora una extensión similar a una bahía. El resto del brocal está muy desgastado y cubierto por cráteres de impacto menores, dejando muy poco del borde original intacto. La elevación máxima del borde es de 2,4 km. El más destacado de sus cráteres satélite es Fractastorius D, que se superpone a una porción occidental del contorno.
Fracastorius no presenta un pico central, pero una rima larga y delgada atraviesa el centro de la plataforma con rumbo este-oeste.
El cráter conmemora al académico, astrónomo y poeta italiano Girolamo Fracastoro, "Fracastorius" (1478-1553).

## Cráteres satélite
Por convención estos elementos son identificados en los mapas lunares poniendo la letra en el lado del punto medio del cráter que está más cerca de Fracastorius.
|              | \| Fracastorius \| Coordenadas \| Diámetro \| \| ------------ \| ----------------------------- \| -------- \| \| A \| 24°24′S 36°30′E / -24.4, 36.5 \| 18 km \| \| B \| 22°30′S 37°12′E / -22.5, 37.2 \| 27 km \| \| C \| 24°36′S 34°36′E / -24.6, 34.6 \| 16 km \| \| D \| 21°48′S 30°54′E / -21.8, 30.9 \| 28 km \| \| E \| 20°12′S 31°00′E / -20.2, 31.0 \| 13 km \| \| G \| 21°12′S 38°18′E / -21.2, 38.3 \| 16 km \| \| H \| 20°42′S 30°36′E / -20.7, 30.6 \| 21 km \| \| J \| 20°48′S 37°24′E / -20.8, 37.4 \| 12 km \| \| K \| 25°24′S 34°42′E / -25.4, 34.7 \| 17 km \| \| L \| 20°36′S 33°12′E / -20.6, 33.2 \| 5 km \| \| M \| 21°42′S 32°54′E / -21.7, 32.9 \| 4 km \| \| N \| 23°12′S 34°00′E / -23.2, 34.0 \| 10 km \| \| P \| 25°30′S 33°18′E / -25.5, 33.3 \| 8 km \| \| Q \| 25°06′S 33°12′E / -25.1, 33.2 \| 8 km \| \| R \| 23°48′S 33°42′E / -23.8, 33.7 \| 5 km \| \| S \| 19°00′S 31°54′E / -19.0, 31.9 \| 5 km \| \| T \| 19°48′S 37°24′E / -19.8, 37.4 \| 14 km \| \| W \| 22°36′S 35°42′E / -22.6, 35.7 \| 7 km \| \| X \| 23°00′S 31°06′E / -23.0, 31.1 \| 7 km \| \| Y \| 23°00′S 32°00′E / -23.0, 32.0 \| 12 km \| \| Z \| 24°48′S 33°36′E / -24.8, 33.6 \| 9 km \| |          |
| Fracastorius | Coordenadas | Diámetro |
| A            | 24°24′S 36°30′E / -24.4, 36.5 | 18 km    |
| B            | 22°30′S 37°12′E / -22.5, 37.2 | 27 km    |
| C            | 24°36′S 34°36′E / -24.6, 34.6 | 16 km    |
| D            | 21°48′S 30°54′E / -21.8, 30.9 | 28 km    |
| E            | 20°12′S 31°00′E / -20.2, 31.0 | 13 km    |
| G            | 21°12′S 38°18′E / -21.2, 38.3 | 16 km    |
| H            | 20°42′S 30°36′E / -20.7, 30.6 | 21 km    |
| J            | 20°48′S 37°24′E / -20.8, 37.4 | 12 km    |
| K            | 25°24′S 34°42′E / -25.4, 34.7 | 17 km    |
| L            | 20°36′S 33°12′E / -20.6, 33.2 | 5 km     |
| M            | 21°42′S 32°54′E / -21.7, 32.9 | 4 km     |
| N            | 23°12′S 34°00′E / -23.2, 34.0 | 10 km    |
| P            | 25°30′S 33°18′E / -25.5, 33.3 | 8 km     |
| Q            | 25°06′S 33°12′E / -25.1, 33.2 | 8 km     |
| R            | 23°48′S 33°42′E / -23.8, 33.7 | 5 km     |
| S            | 19°00′S 31°54′E / -19.0, 31.9 | 5 km     |
| T            | 19°48′S 37°24′E / -19.8, 37.4 | 14 km    |
| W            | 22°36′S 35°42′E / -22.6, 35.7 | 7 km     |
| X            | 23°00′S 31°06′E / -23.0, 31.1 | 7 km     |
| Y            | 23°00′S 32°00′E / -23.0, 32.0 | 12 km    |
| Z            | 24°48′S 33°36′E / -24.8, 33.6 | 9 km     |